# Jello Biafra and the Guantanamo School of Medicine
Jello Biafra and the Guantanamo School of Medicine é uma banda estadunidense de hardcore formada por Jello Biafra, em 2008.

## Biografia
Inspirado no show de aniversário de 60 anos de Iggy Pop no "Warfield" em San Francisco, Jello Biafra, ex-vocalista da banda californiana Dead Kennedys fez planos para sua própria festa de aniversário de 50 anos e finalmente decidiu que era hora de começar sua própria banda. Dez anos antes ele esteve tentando a mesma coisa com o guitarrista Ralph Spight (Victims Family, "Freak Accident" e "Hellworms") e o baterista Jon Weiss ("Sharkbait", "Horsey"). Anteriormente já haviam trabalhado com o baixista Billy Gould, do Faith No More, que foi aproveitado para a nova banda. Depois de ensaiar por um mês, a banda de quatro integrantes conhecida como "Jello Biafra and the Axis Of Merry Evildoers" subiu ao palco em dois shows lotados no "Great American Music Hall" em San Francisco e subsequentemente passaram os próximos nove meses ensaiando para a gravação de um álbum. Antes de ir para o estúdio, o guitarrista Kimo Ball ("Freak Accident", "Carneyball Johnson", "Mol Triffid", "Griddle") foi recrutado, e o resultado foi uma barulheira maior ainda com duas guitarras. O quinteto agora conhecido como "Jello Biafra and the Guantanamo School of Medicine" começou a gravar as faixas para o LP/CD "The Audacity of Hype" que foi lançado em outubro de 2009, produzido por Jello Biafra e com Matt Kelley como engenheiro de som.
Trinta anos depois da separação do Dead Kennedys, Jello Biafra fez um álbum que solidifica e expande sua visão firme e a atualiza para o novo século, com a potência de uma banda que promete ser uma aterrorizante máquina viva, com participação do irmão de Jon, Andrew Weiss (Rollins Band, Ween, Butthole Surfers) preenchendo o cargo de baixista que foi deixado temporariamente por Billy Gould que retornou ao Faith No More.

## Discografia

### Álbuns
- The Audacity of Hype - (2009)
- White People and the Damage Done - (2013)
- Tea Party Revenge Porn - (2020)

### EPs
- Enhanced Methods of Questioning - (2011)
- Shock-U-Py! - (2012)